# Otmar Sommerfeld
Otmar Sommerfeld (* 16. November 1929; † 26. Juli 2008 in Hamburg-Harburg) war ein deutscher Fußballspieler. Mit insgesamt 362 Einsätzen zwischen 1949 und 1963 ist er der Rekordspieler in der damals erstklassigen Fußball-Oberliga Nord.

## Karriere
In der Spielzeit 1949/50 bestritt Sommerfeld, noch als Stürmer, für den Harburger Turnerbund 25 Punktspiele und schoss dabei vier Tore. Obwohl die Harburger nach Saisonende als weit abgeschlagenes Schlusslicht in die Amateurliga Hamburg absteigen mussten, blieb er bei dem Klub, für den er schon seit Kriegsende die Fußballschuhe geschnürt hatte.
1951 folgte der kantige, großgewachsene 20-Jährige dann aber doch seinem Trainer Walter Risse an das Nordufer der Elbe, wo er für den FC St. Pauli antrat, der auch damals schon auf dem Heiligengeistfeld, aber noch nicht im erst 1963 eingeweihten Millerntor-Stadion spielte. Bei St. Pauli war gerade ein Umbruch im Gange, weil etliche Spieler der Nachkriegs-„Wundermannschaft“ (u. a. Hans Appel, Karl Miller und Heinz Hempel) bereits stramm auf die 40 zugingen. Risse schulte den jungen Angreifer um, der seinen Platz von da an als Außen- oder Mittelläufer an der Seite der St. Pauli-Legende Harald Stender fand. Zwischen 1951 und 1959 absolvierte Sommerfeld 227 Oberligabegegnungen – er hatte also lediglich 13 Spiele verpasst – und erzielte 13 Tore für die Braun-Weißen. Zu einer Nordmeisterschaft reichte es für ihn in diesen Jahren zwar nicht – den Titel gewann mit einer Ausnahme immer der Lokalrivale HSV. Aber 1954 beendete St. Pauli die Saison als Zweiter hinter Hannover 96 – und Sommerfeld wurde durch die WM in der Schweiz um die Teilnahme an der Endrunde der deutschen Meisterschaft gebracht, weil sich in dem Jahr ausnahmsweise nur die Oberliga-Ersten dafür qualifizierten.
Auf dem Rasen wurden seine Duelle mit den gegnerischen Mittelstürmern, insbesondere mit dem HSVer Uwe Seeler und dem Altonaer Werner Erb, zur Legende, denen der sachliche und abgeklärte Abwehrrecke häufig das Leben schwer machte. Dies führte 1954 zu einer Einladung des Bundestrainers zu einem Sichtungslehrgang, der Sepp Herberger dann allerdings keine Berufung Sommerfelds in die A- oder B-Nationalelf folgen ließ. Dafür stand er zweimal in der Norddeutschen (NFV-)Auswahl. Ein Angebot von Werder Bremen lehnte St. Paulis Präsident Wilhelm Koch höchstpersönlich ab, der seinem Spieler zum Ausgleich die Pacht einer Tankstelle im Hamburger Stadtteil Rothenburgsort vermittelte. Und Sommerfeld fühlte sich auf dem Kiez ohnehin wohl, zumal er auch bei den seinerzeit noch zahlreichen Hafenarbeitern unter den Zuschauern beliebt war. Er selbst erzählte darüber: „Leute, die mit ganzem Herzen dabei waren – viele von ihnen arbeiteten am Wochenende bis ein Uhr mittags und gingen dann direkt zum Stadion. Die hatten für die Spieler teilweise Bananenstauden dabei, die sie irgendwo im Hafen abgestaubt hatten.“
Erst 1959 verließ Otmar Sommerfeld den FC St. Pauli und spielte bis 1965 beim ASV Bergedorf 85, wo er es in vier Jahren gleichfalls noch auf 110 Oberligaspiele mit drei Torerfolgen brachte. Mit den „Elstern“ ging es allerdings meist darum, den Abstieg zu vermeiden; dazu, dass das bis 1963 gelang, hat Sommerfeld tatkräftig beigetragen. In den folgenden beiden Jahren in der neuen Regionalliga Nord trat er sportlich deutlich kürzer, stand aber mit seiner Routine auch in neun Zweitligabegegnungen noch seinen Mann, bevor er dem Leistungssport nach 16 Jahren ade sagte. Otmar Sommerfeld bewertet diesen Lebensabschnitt im Rückblick positiv: „Eine unwahrscheinlich schöne Zeit. Bei uns gab es Typen, echte Originale.“ Im Alter von 78 Jahren starb er in seiner süderelbischen Heimat.